# Adoretus similis
Adoretus similis är en skalbaggsart som beskrevs av Eugène Benderitter 1922. 
Adoretus similis ingår i släktet Adoretus och familjen Rutelidae. Inga underarter finns listade i Catalogue of Life.